# Seeburg (Mansfelder Land)
Seeburg (Mansfelder Land) este o comună din landul Saxonia-Anhalt, Germania.